# Великая объединённая новая демократическая партия
«Великая объединённая новая демократическая партия» (кор. 대통합민주신당) — либеральная политическая партия Республики Корея. Была сформирована из партии «Уридан» и отколовшихся от неё групп. Чон Дон Ён был кандидатом от партии на президентских выборах в 2007 году, на которых проиграл Ли Мён Баку.

## История
Партия была сформирована, когда сторонники президента Но Му Хёна в партии «Уридан» решили выйти из рядов партии, которая продемонстрировала вялую поддержку администрации. Около 80 из 152 законодателей «Уридана», группа консервативно-либерального меньшинства из «Партии великой страны» (во главе с Сон Хак Гю), а также группа прогрессивных активистов за гражданские права, стремясь завершить политические реформы, основали новую партию.
В результате слияния с «Уриданом», новая партия стала крупнейшей в парламенте, получив 140 из 298 мест (по состоянию на 14 января 2008 года). Получив неудовлетворительный результат на президентских выборах 2007 года, делегаты партии решили избрать нового лидера, приняв систему в стиле «Папского конклава». 11 января более чем половиной голосов делегатов Сон Хак Гю был избран лидером к парламентским выборам 2008 года.
17 февраля 2008 года, за два месяца до парламентских выборов, партия объединилась с «Демократической партией» и образовала «Объединённую демократическую партию».

## Результаты на выборах

### Президентские выборы
| Выборы | Кандидат   | Голосов   | % голосов | Результат |
| ------ | ---------- | --------- | --------- | --------- |
| 2007   | Чон Дон Ён | 6 174 681 | 26,15%    | Не избран |